# Cylance-InCycle-Cannondale/Saison 2016
Dieser Artikel listet Erfolge und Fahrer des Radsportteams Cylance-InCycle-Cannondale in der Saison 2016 auf.

## Abgänge – Zugänge
| Zugänge                    | Team 2015                                  | Abgänge                     | Team 2016 |
| -------------------------- | ------------------------------------------ | --------------------------- | --------- |
| Stephen Hyde (ab 15. März) | Astellas Cycling Team                      | Sergio Hernandez            | Unbekannt |
| Camillo Zambrano           | Neoprofi                                   | Agustin Font                | Unbekannt |
| Cory Greenberg             | IRT Racing                                 | Julian Rodas                | Unbekannt |
| Josh Ruiz                  | Neoprofi                                   | Sebastian Montes            | Unbekannt |
| Hilton Clarke              | UnitedHealthcare Professional Cycling Team | Ricky Morales               | Unbekannt |
| Justin Williams            | Astellas Cycling Team                      | Efren Ortega                | Unbekannt |
|                            |                                            | Hilton Clarke (bis 28. Mai) | Unbekannt |

## Mannschaft
| Name                      | Geburtstag        | Nationalität       |
| ------------------------- | ----------------- | ------------------ |
| Hilton Clarke             | 11. Juli 1979     | Australien         |
| Andrés Díaz               | 20. Januar 1984   | Kolumbien          |
| Orlando Garibay           | 13. Oktober 1993  | Mexiko             |
| Cory Greenberg            | 23. Januar 1988   | Vereinigte Staaten |
| Stephen Hyde              | 10. März 1987     | Vereinigte Staaten |
| Josh Ruiz                 | 29. Dezember 1995 | Vereinigte Staaten |
| Diego Sandoval            | 27. Oktober 1993  | Mexiko             |
| Samuel Hunter Snipe Grove | 13. Oktober 1993  | Vereinigte Staaten |
| Cory Williams             | 9. August 1993    | Vereinigte Staaten |
| Justin Williams           | 26. Mai 1989      | Vereinigte Staaten |
| Camillo Zambrano          | 25. April 1990    | Vereinigte Staaten |